# Weiss Manfréd Acél- és Fémművek

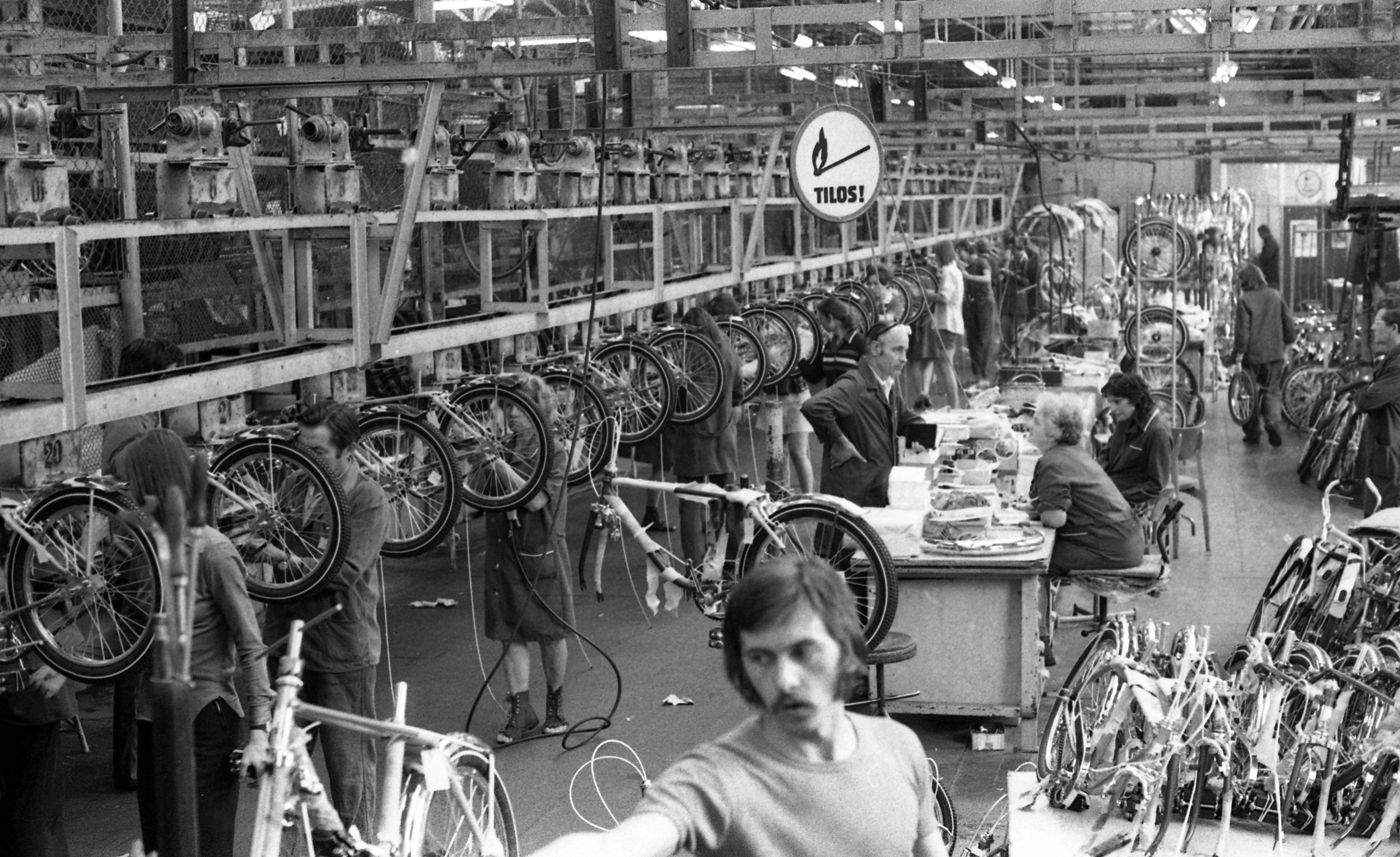
Fàbrica de bicicletes Csepel el 1976

La Weiss Manfréd Acél- és Fémművek («Fàbrica d'acer i metall Manfréd Weiss») o col·loquialment Csepel Művek («Fàbrica de Csepel»), va ser una de les fàbriques siderúrgiques més grans d'Hongria, fundada el 1892 a l'illa de Csepel, a la part sud de Budapest. Va ser la segona empresa industrial més gran de l'Imperi Austrohongarès i va tenir un paper important en la indústria pesant i la producció militar. Fundada per Manfréd Weiss, un industrial d'origen jueu, a l'època de la Primera Guerra Mundial l'empresa va ser un dels majors contractistes de defensa, produint tot tipus de màquines, des d'avions i munició fins a motors d'automòbil, bicicletes i cotxes. Molt danyada pels atacs aeris aliats i finalment saquejada durant la Segona Guerra Mundial, l'empresa va continuar existint fins al 1950, quan va ser nacionalitzada i rebatejada com a Rákosi Mátyás Vas- és Fémművek, en honor del primer ministre Mátyás Rákosi.

## Història

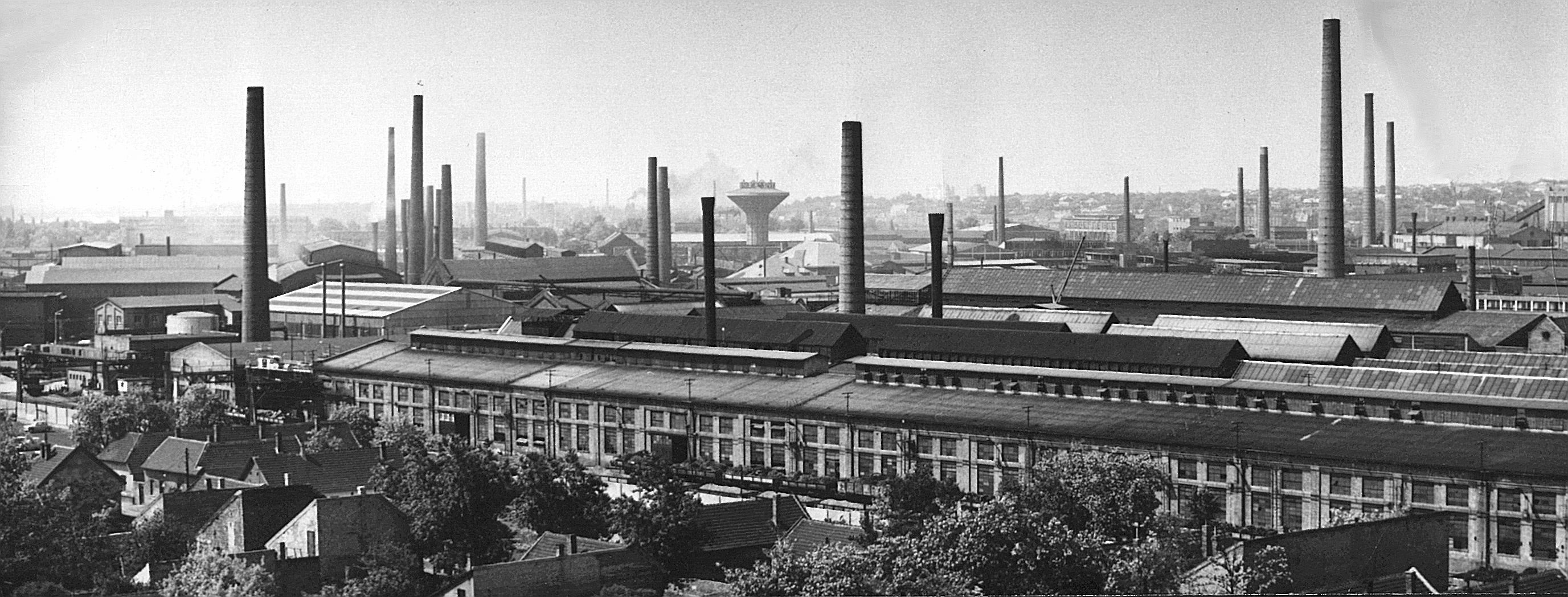
La Weiss Manfréd Acél- és Fémművek el 1901

A finals del segle xix, l'empresa, llavors propietat exclusiva de Manfréd Weiss, es va expandir a la producció de municions per a l'exèrcit i la marina austrohongareses. La nova fàbrica produïa des d'armes de foc fins a obusos d'artilleria. Així, Weiss es va convertir en un dels principals contractistes de defensa de la part hongaresa de l'imperi, essent el seu principal competidor la fàbrica d'acer de propietat estatal a Diósgyőr, la Diósgyőr-Vasgyár. L'any 1906, l'empresa va rebre el suport de la Societat Hongaresa d'Industrials, que va pressionar per una nova llei que permetés a les empreses estatals produir només productes que no es poguessin aconseguir en el sector privat. Amb aquesta mesura, Weiss Manfréd Acél- és Fémművek aviat va emergir com l'empresa més gran del mercat.
Un altre impuls a la història de la companyia va arribar el 1911, quan Àustria-Hongria va ampliar significativament el seu pressupost militar. Les ordres governamentals van permetre a l'empresa ampliar ràpidament la producció de municions i establir fàbriques addicionals: nous forns d'acer i ferro i noves instal·lacions de coure, níquel i alumini. La capacitat de producció va anar creixent i aviat l'empresa es va convertir en un dels principals proveïdors de munició per als exèrcits del Regne de Sèrbia, Regne de Bulgària, Portugal, Espanya, Mèxic i l'Imperi Rus. El 1913, Weiss Manfréd Acél- és Fémművek donava feina a més de 5.000 treballadors.
Durant la Primera Guerra Mundial, la força de treball va superar les 30.000 persones. Pels seus serveis a l'estat austrohongarès, Weiss va ser ennoblit, convertint-se en Manfréd, baró Weiss de Csepel. Al començament de la Primera Guerra Mundial, el complex disposava 250 hectàrees de territori amb 216 edificis de fàbriques.
Amb l'esclat de la Segona Guerra Mundial, l'empresa es va convertir en un conglomerat industrial modern amb més de 40.000 empleats i la seva gestió va romandre en mans en gran part de jueus hongaresos. Quan l'Alemanya nazi va envair Hongria el 1944, la majoria van ser arrestats per la Gestapo. La família Weiss va poder emigrar a Portugal i escapar dels horrors de l'Holocaust, però la seva important col·lecció d'art juntament amb tot el complex industrial van ser confiscats pel Tercer Reich. El control de l'empresa va ser cedit a les SS, amb una gestió del holding completament nova formada per oficials com Erhard Milch, Kurt Baron von Schröder i Hans Jüttner.